# 그랑바라 사막

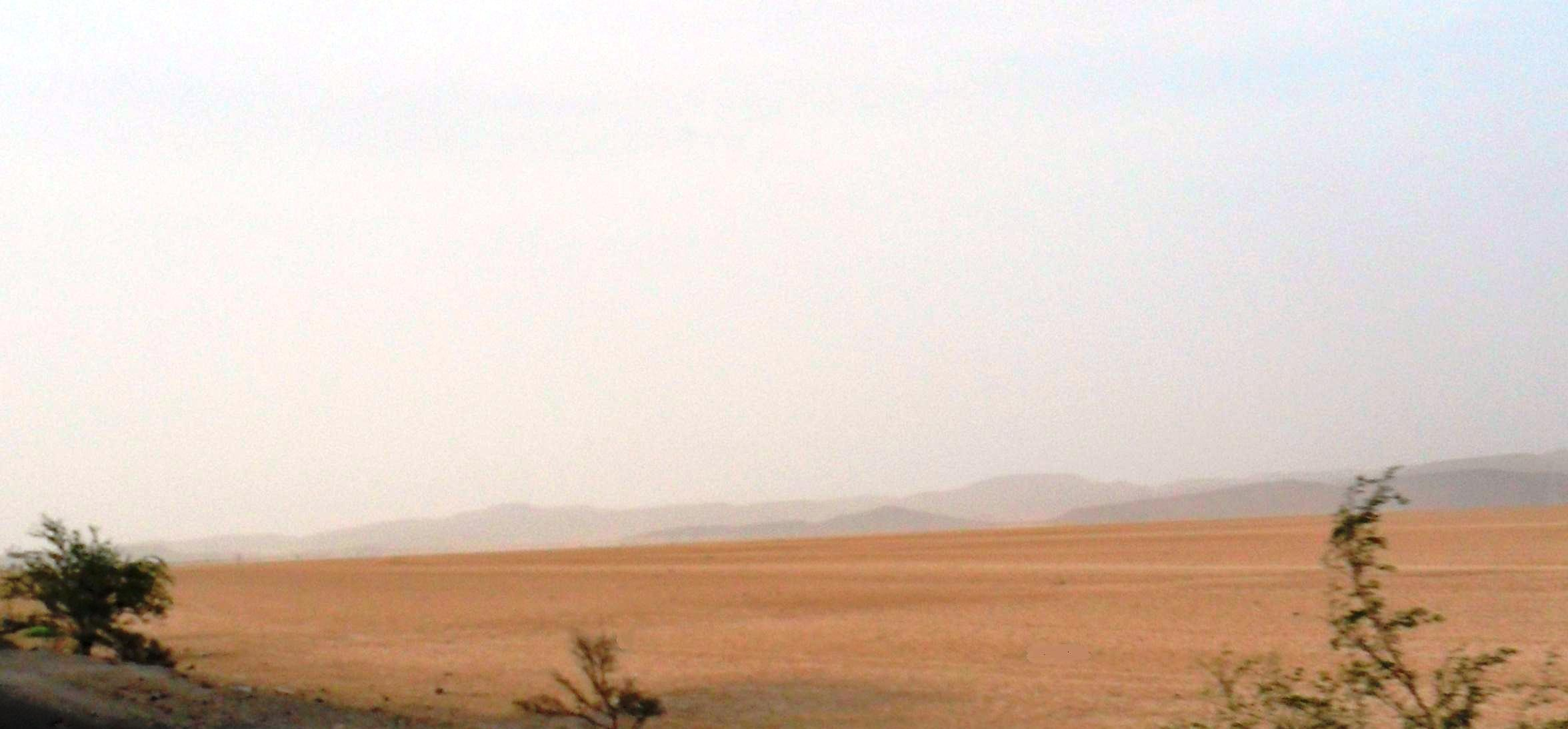
그랑바라 사막

그랑바라 사막(Grand Bara)은 지부티 남부에 위치한 사막이다. 대부분 모래 평원으로 이루어져 있으며 드물게 반사막지역에 사막식생이 분포하고 있다.